# Nangura spinosa
Genre
Espèce
Nangura spinosa, unique représentant du genre Nangura, est une espèce de sauriens de la famille des Scincidae.

## Répartition
Cette espèce est endémique du Sud-Est du Queensland en Australie.

## Publication originale
- Covacevich, Couper & James, 1993 : A new skink, Nangura spinosa gen. et sp. nov, from a dry rainforest of southeastern Queensland. Memoirs of the Queensland Museum, vol. 34, no 1, p. 159-167.